# Ronald Golias
José Ronald Golias (ur. 4 maja 1929 w São Carlos w Brazylii, zm. 27 września 2005 w São Paulo w Brazylii) – brazylijski komik i aktor. Pracował jako krawiec i asystent agenta ubezpieczeniowego. Wcielał się w postacie takie jak: Pacifíco, Bronco, The Master, Isolda oraz Profesor Bartolomeu Guimarães. Golias zmarł na skutek niewydolności wielonarządowej spowodowanej infekcją płuc.

## Filmografia
- 1969 – Golias Contra o Homem das Bolinhas
- 1968 – Agnaldo, Perigo à Vista
- 1967 – Marido Barra Limpa
- 1963 – O Homem Que Roubou a Copa do Mundo
- 1962 – Os Cosmonautas
- 1961 – O Dono da Bola
- 1961 – Os Três Cangaceiros
- 1960 – Tudo Legal (Bronco)
- 1958 – Vou Te Contá
- 1957 – Um Marido Barra Limpa

## Programy telewizyjne
- 1956 – A Praça da Alegria
- 1965 – Quatro Homens Juntos
- 1965 – Ceará Contra 007
- 1967 – A Família Trapo
- 1979 – Superbronco
- 1986 – Bronco
- 1990–2005 – A Praça É Nossa
- 1991–1996 – A Escolinha do Golias
- 2004 – Meu Cunhado